# Mona Lisa (inslagkrater)
Mona Lisa is een inslagkrater op Venus. Mona Lisa werd in 1991 genoemd naar Lisa Giacondo, de Italiaanse edelvrouwe die model stond voor Leonardo da Vinci's Mona Lisa.
De krater heeft meerdere ringen en een diameter van 79,4 kilometer en bevindt zich in het zuidoosten van het quadrangle Bereghinya Planitia (V-8).